# Valroufié
Valroufié era una comuna francesa situada en el departamento de Lot, de la región de Occitania, que el 1 de enero de 2017 pasó a ser una comuna delegada de la comuna nueva de Bellefont-la-Rauze al fusionarse con las comunas de Cours y Laroque-des-Arcs.

## Demografía
| Gráfica de evolución demográfica de Valroufie entre 1851 y 2013 |
|                                                                 |

Los datos demográficos contemplados en este gráfico de la comuna de Valroufié se han cogido de 1851 a 1999 de la página francesa EHESS/Cassini, y los demás datos de la página del INSEE.